# Ваканци
Ваканци — ботанічний заказник загальнодержавного значення в Україні. Розташований у Кременецькому районі Тернопільської області. Входить до складу Національного природного парку «Кременецькі гори». 
Площа — 56,88 га, в тому числі: 2,5 га земель державної власності, які перебувають у постійному користуванні Кременецького районного лісогосподарського підприємства «Кремліс»; 54,38 га земель державної власності (запас), які розташовані поблизу сіл Плоске (5,8 га), Чугалі (10,3 га)  і  Вілія (38,28 га) Кременецького району. Заказник створений Указом Президента України від 27 липня 2016 року № 312. 
Під охороною дві ділянки лучно-степової та петрофільної рослинності. Місце зростання видів флори, які занесені до Червоної книги України: горицвіт весняний (Adonis vernalis L.), ковила пірчаста (Stipa pennata L.), костриця блідувата (Festuca pallens Host.), молочай волинський (Euphorbia volhynica Besser), гронянка півмісяцева (Botrychium lunaria (L.) Sw.), шавлія кременецька (Salvia cremenecensis Bess.). А також видів рослин, внесених до Переліку рідкісних, і таких, що перебувають під загрозою зникнення на території Тернопільської області: кадила сарматського (Melitis sarmatica Klok.), гадючника звичайного (Filipendula vulgaris Moehch.), конюшини гірської (Trifolium montanum L.), заячої конюшини Шиверека (Anthyllis schiwereckii (DC.) blocki), півників угорських (Iris hungarica Waldst.et Kit), скорзонери пурпурової (Scorsonera purpurea L.), перстачу білого (Potenthilla alba L.), маруни щиткової (Pyrethrum corymbosum (L.) Moench), осоки низької (Carex humilis Leys.), цибулі подільської (Allium podolicum (Aschers. Et Graebn). Blocki ex Racib.), шавлії пониклої (Salvia nutans L.), самосилу гірського (Teucrium montanum L.), волошки стиснутої (Centaurea stricta Waldst.et Kit.).

## Примітки

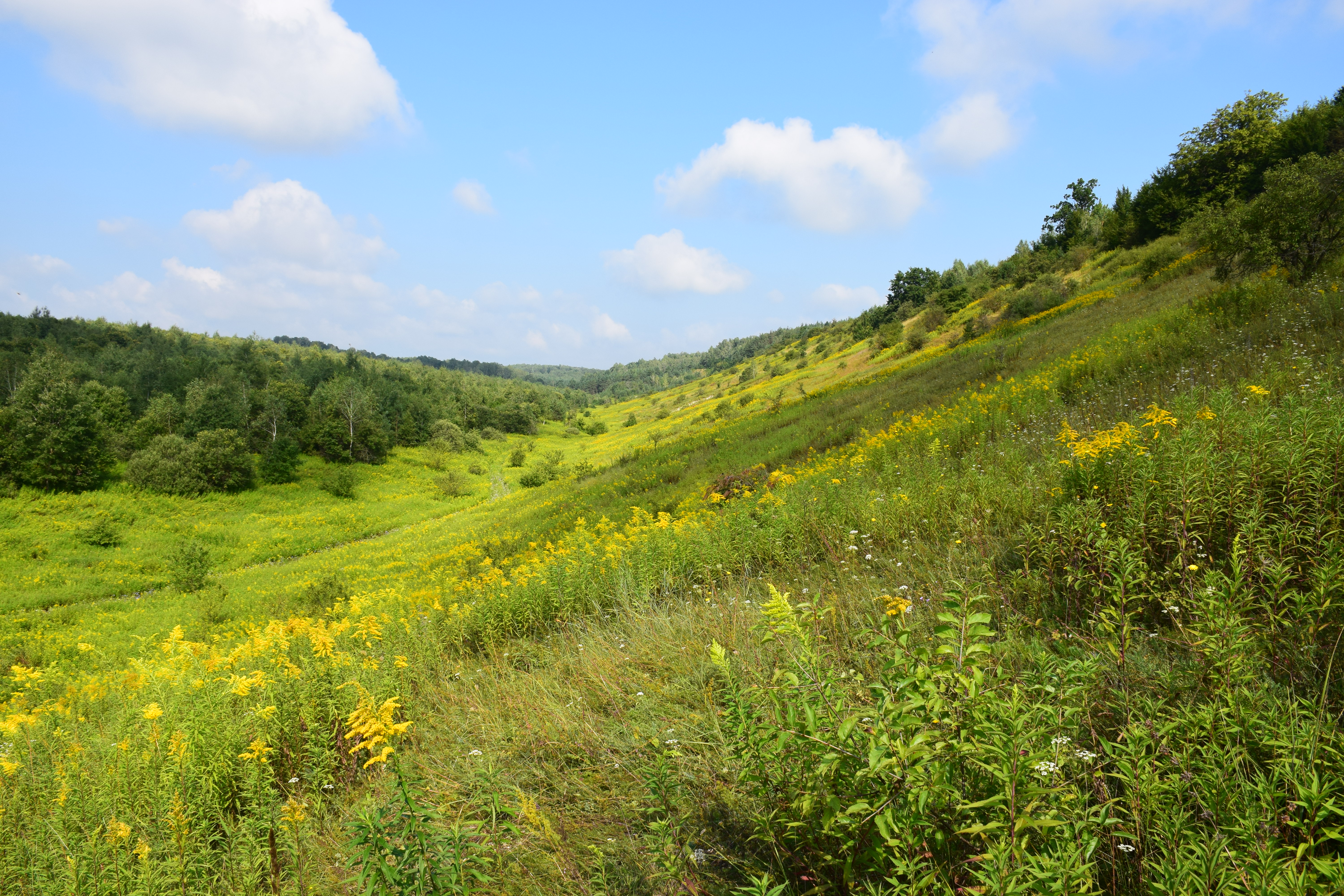
Різнотрав'я ботанічного заказника "Ваканци"